# Hemi-Sync
Hemi-Sync este un nume de marcă înregistrată al unui proces patentat folosit pentru a crea modele audio cu tonuri binaurale, care sunt comercializate sub forma de CD-uri audio. Interstate Industries Inc., creat de fondatorul Hemi-Sync, Robert Monroe, este proprietarul tehnologiei Hemi-Sync. 
Hemi-Sync este prescurtarea de le Hemispheric Synchronization, (ro) Sincronizarea Emisferică, cunoscută de asemenea ca și sincronizarea undelor cerebrale. Monroe a indicat că tehnica sincronizează cele două emisfere ale creierului unei persoane, creând astfel o "răspunsul de urmărire a frecvenței", concepută pentru a evoca anumite efecte. Hemi-Sync a fost folosit pentru mai multe scopuri, inclusiv relaxare și inducerea somnului, învățare și de a ajuta memoria, și pe cei cu probleme fizice și psihice ajungându-se la stări modificate de constiință, prin utilizarea sunetului.

## Vezi și
- Tonuri binaurale
- Electroencefalografie
- Vis lucid
- Robert Monroe